# 레인저스 데 탈카
레인저스 데 탈카(Rangers de Talca)는 칠레에 있는 탈카를 연고로 하는 축구 클럽이다. 이 팀은 1902년에 창단되었다.

## 선수 명단

### 현역
- 크리스토퍼 디아스(2020 ~ )
- 구스타보 고티(2024 ~ )
- 알프레도 아발로스(2020 ~ )
- 세르히오 펠리페(2022 ~ )